# David Poljanec
David Poljanec, slovenski nogometaš, * 27. november 1986, Maribor.
Poljanec je profesionalni nogometaš, ki igra na položaju napadalca. Od leta 2022 je član avstrijskega kluba St. Nikolai im Sausal. Pred tem je igral za slovenska kluba Bistrico in Krško, avstrijske SV Gleinstätten, Blau-Weiß Linz, Austrio Klagenfurt, Kapfenberger SV, Stadl-Pauro, Hertho Wels in SV Gmunden, nemški SC Paderborn 07, izraelski Maccabi Ahi Nazareth, srbski Radnički Kragujevac ter ciprske Karmiotisso, Aris Limassol in Nea Salamino. Skupno je v prvi slovenski ligi odigral 31 tekem in dosegel štiri gole. V sezoni 2011/12 je bil najboljši strelec druge avstrijske lige.